# Rugney
Rugney ist eine französische Gemeinde mit 131 Einwohnern (1. Januar 2022) im Département Vosges in der Region Grand Est. Sie gehört zum Arrondissement Épinal und zum Gemeindeverband Épinal.

## Geografie
Die Gemeinde Rugney liegt sechs Kilometer südwestlich der Kleinstadt Charmes und etwa 25 Kilometer nordwestlich von Épinal im Hügelland zwischen Mosel und Madon.
Das 5,73 km² umfassende Gemeindegebiet umfasst einen Abschnitt des Madon-Nebenflusses Colon, der die nördliche und einen Teil der östlichen Gemeindegrenze bildet sowie das südwestlich des Colon ansteigende Hügelland. In einem windgeschützten Seitental des Colon liegt das Dorf Rugney. Von Südwesten kommend münden kleinere Flussläufe wie der Rulle Ruisseau und der Ruisseau du Chanot in den Colon. Im Süden greift das Gemeindegebiet auf ein bewaldetes, über 400 m hoch gelegenes Plateau aus (Le Gros Bois, La Brouine, Bois du Gros Hètre). Auf dem Plateau namens Haut des Angles wird mit 410 m der höchste Punkt der Gemeinde erreicht. Zu Rugney gehört der Ortsteil Xugney. Nachbargemeinden von Rugney sind Florémont im Norden, Brantigny im Osten, Varmonzey im Süden, Bouxurulles im Südwesten sowie Savigny im Nordwesten.

## Geschichte

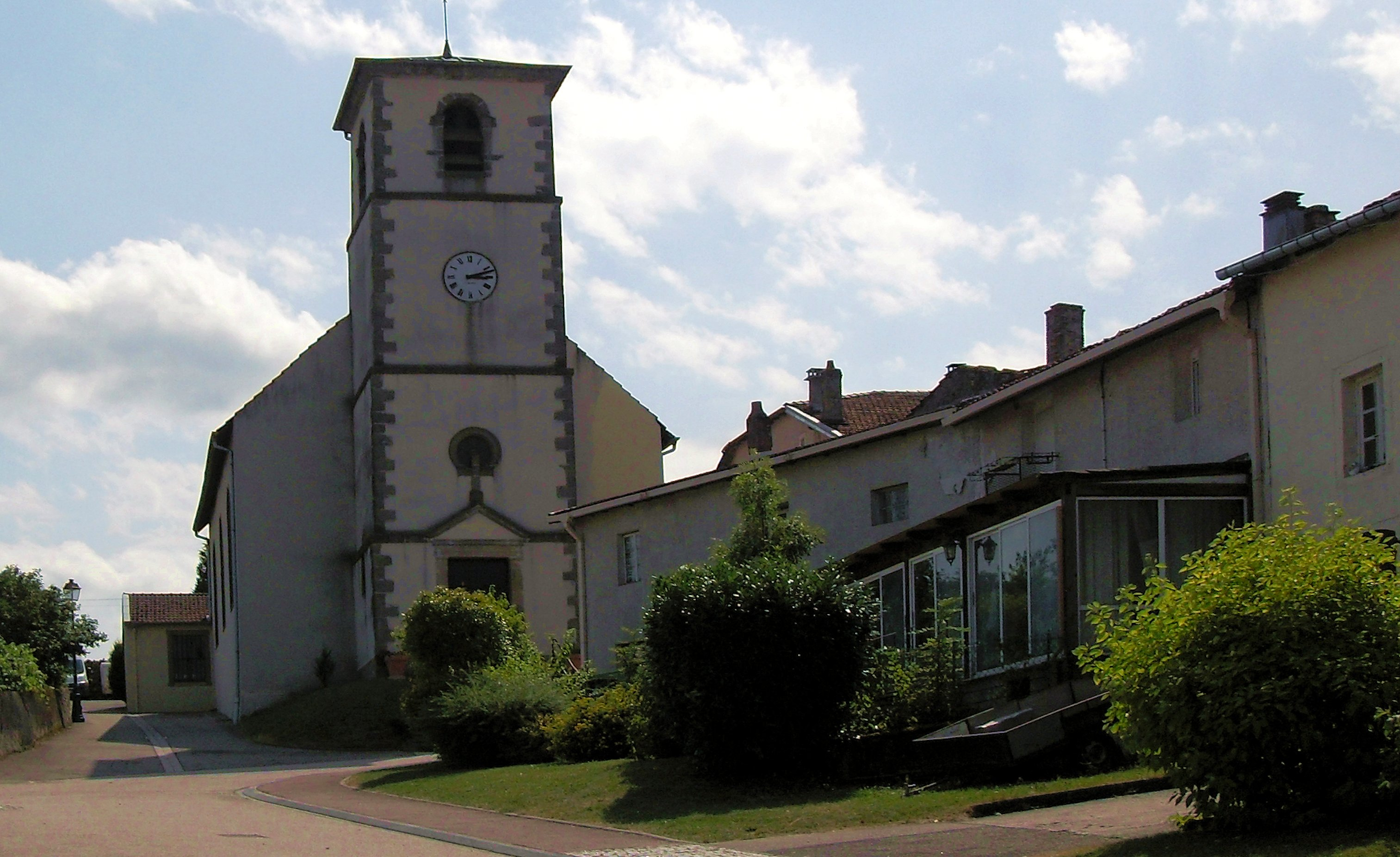
Kirche St. Barbara

Rugney tauchte 1280 erstmals in einer Urkunde als Ruheneix auf. Das Dorf war damals Teil der Bailliage Charmes. Die Bewohner gehörten zur Pfarrei in Florémont, bis mit der Fertigstellung der Kirche St. Barbara in Rugney 1741 eine eigene Pfarrei entstand. Im heutigen Ortsteil Xugney gründeten Ritter des Templerordens im 12. Jahrhundert eine Kommende, die später an den Johanniterorden fiel.

### Bevölkerungsentwicklung
| Jahr      | 1962 | 1968 | 1975 | 1982 | 1990 | 1999 | 2006 | 2015 | 2022 |
| --------- | ---- | ---- | ---- | ---- | ---- | ---- | ---- | ---- | ---- |
| Einwohner | 119  | 100  | 75   | 85   | 114  | 124  | 133  | 134  | 131  |

Rugney gehört zu den kleineren Gemeinden des Départements Vosges. Im Jahr 1841 wurde mit 375 Bewohnern die bisher höchste Einwohnerzahl ermittelt. Die Zahlen basieren auf den Daten von cassini.ehess und INSEE.

## Sehenswürdigkeiten

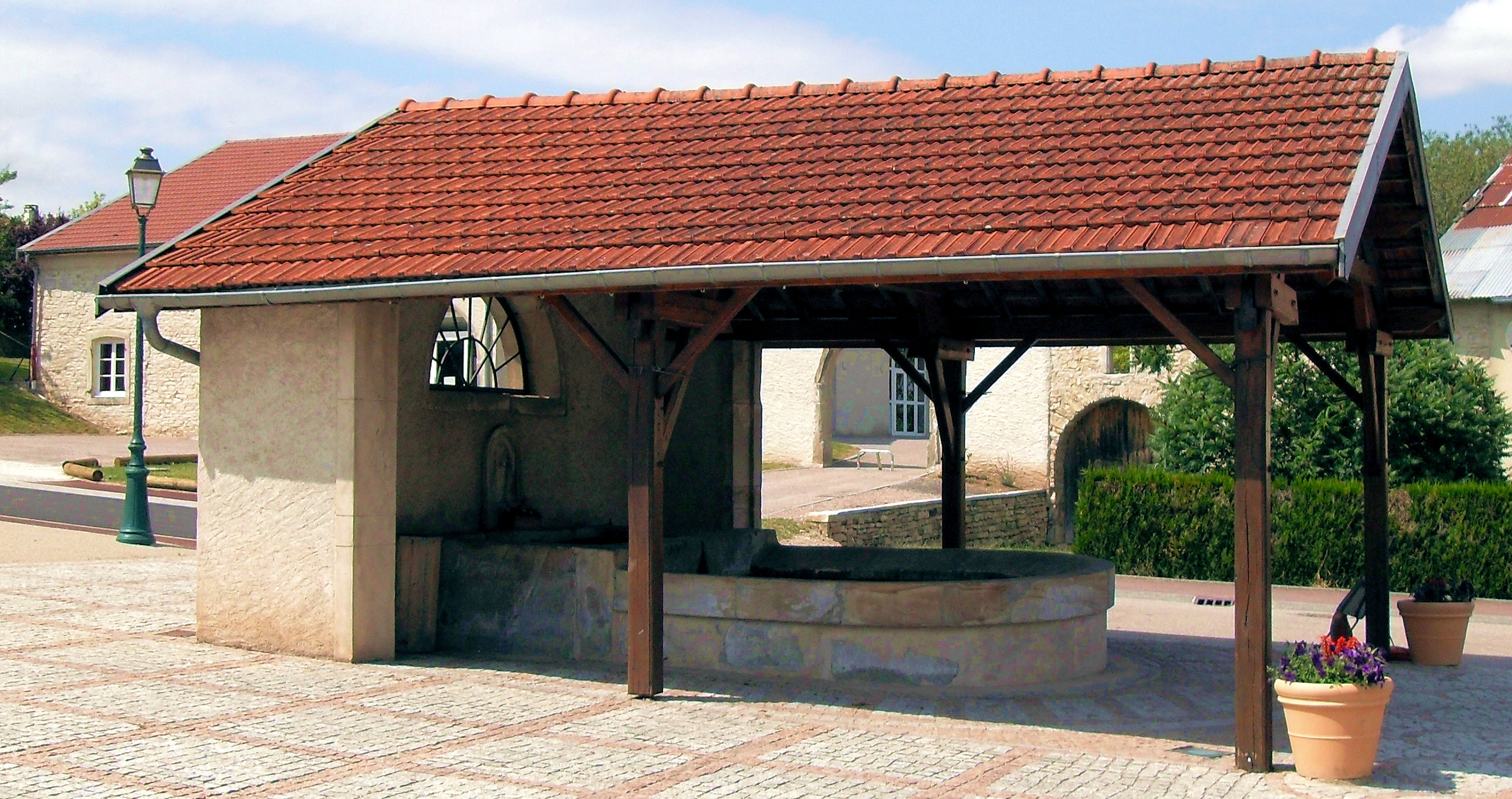
Lavoir in Rugney

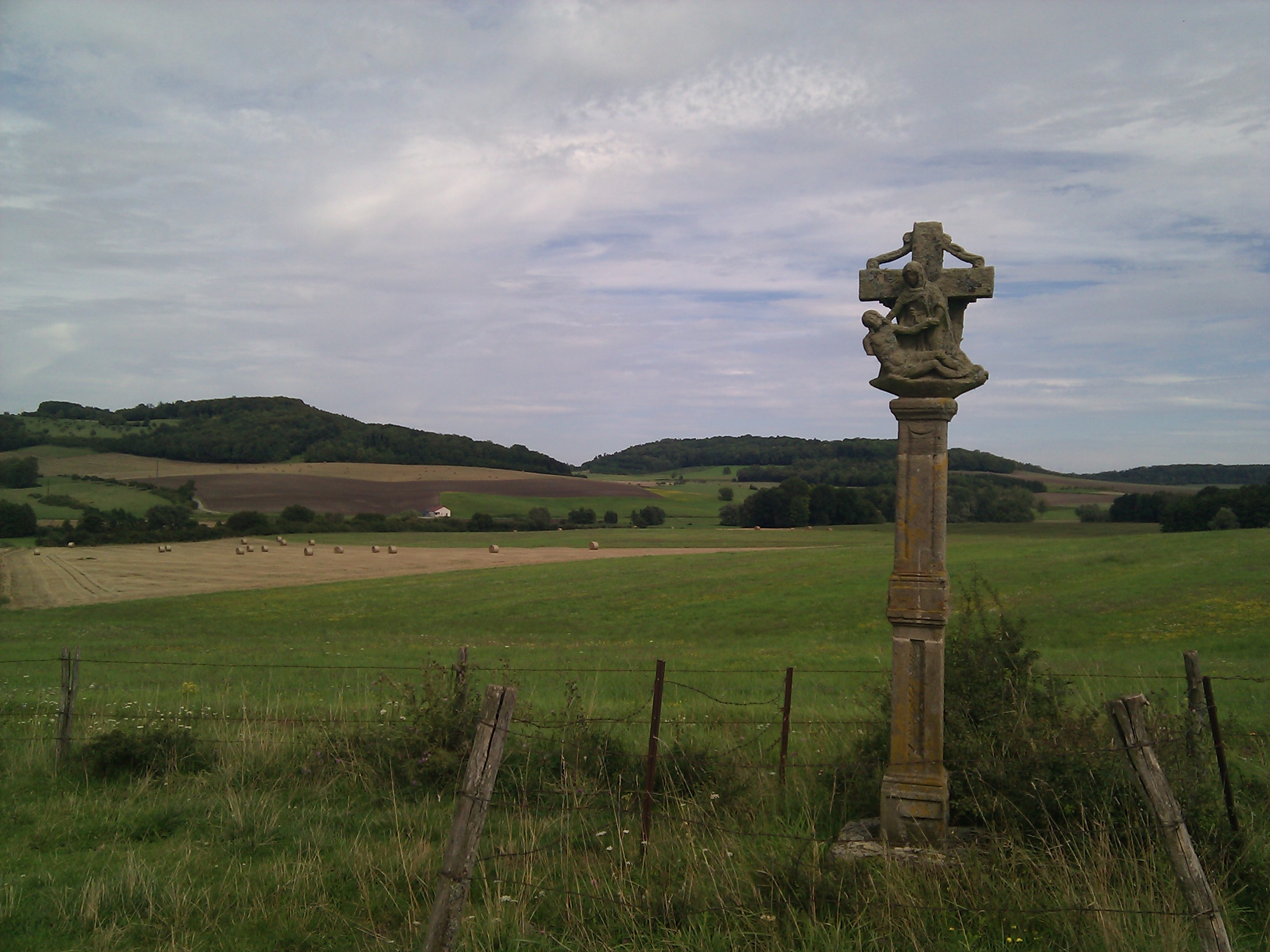
Flurkreuz südlich von Rugney

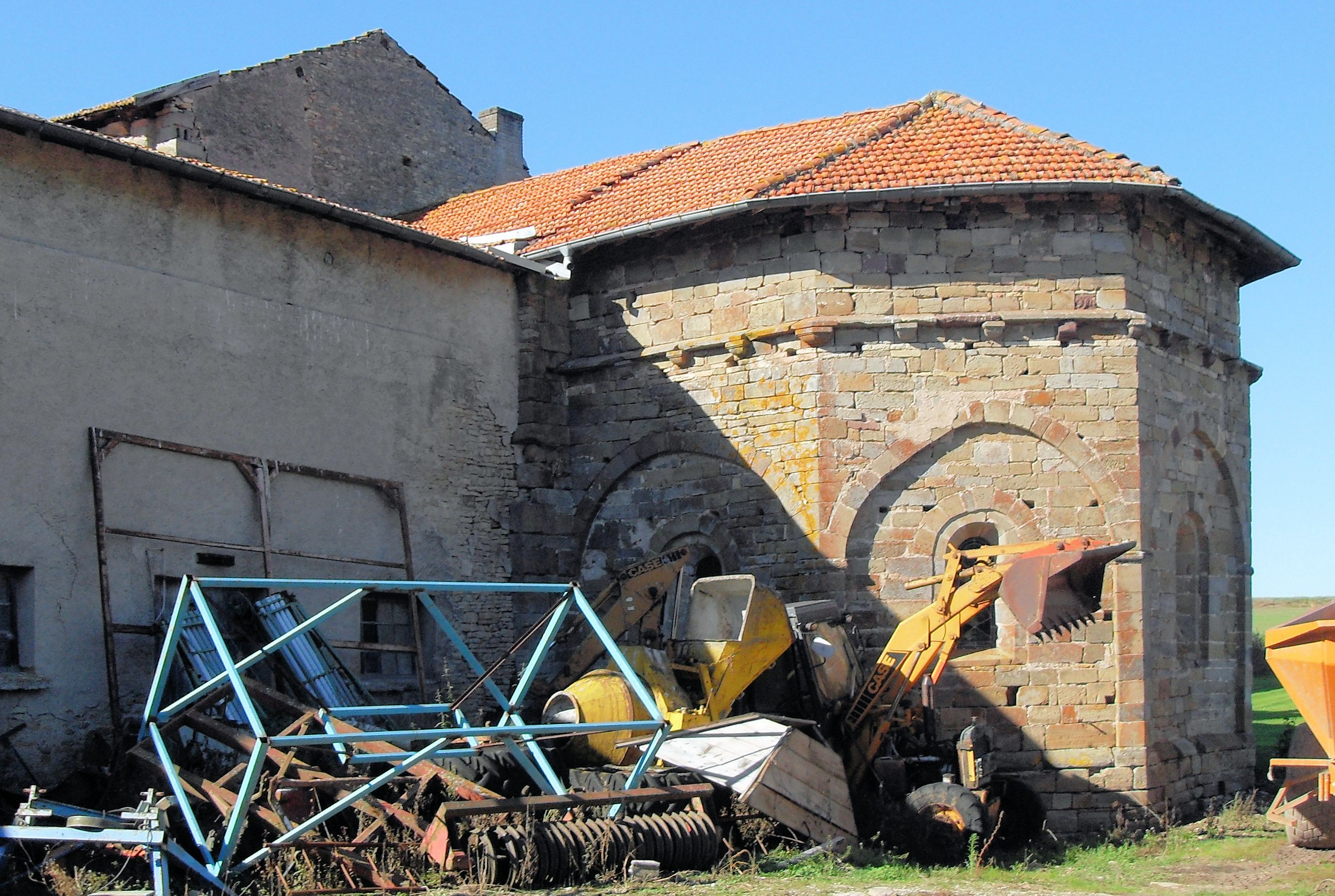
Kapelle des Heiligen Johannes des Täufers in der ehemaligen Templerkommende Xugney

- Kirche St. Barbara (Église Sainte-Barbe)
- Reste der Kommende des Templerordens, später des Johanniterordens, aus der zweiten Hälfte des 12. Jahrhunderts im Ortsteil Xugney (erhaltene Kapelle und verschiedene Wirtschaftsgebäude – heute eine Hotelanlage), als Monument historique geschützt[4]
- restauriertes überdachtes Waschhaus (Lavoir)
- Flurkreuz auf dem Plateau Haut des Angles im Süden der Gemeinde

## Wirtschaft und Infrastruktur
Die Landwirtschaft (drei Betriebe) und der Tourismus sind die wichtigsten Einnahmequellen der Einwohner von Rugney. Einige Bewohner pendeln in die nahe Stadt Charmes oder in die Industriegebiete im Moseltal.
Unmittelbar nördlich von Rugney verläuft die Fernstraße D 55 von Charmes nach Mirecourt. Weitere Straßenverbindungen bestehen nach Bouxurulles und Ubexy. Die zweispurige RN 57 von Nancy nach Épinal führt drei Kilometer nordöstlich an Rugney vorbei. Der sieben Kilometer von Rugney entfernte Bahnhof von Charmes liegt an der dem Moseltal folgenden Bahnlinie Nancy-Épinal-Remiremont, die vom Unternehmen TER Lorraine betrieben wird.

## Belege
1. ↑  Rugney. (Memento des Originals vom 3. März 2016 im Internet Archive; PDF)  Info: Der Archivlink wurde automatisch eingesetzt und noch nicht geprüft. Bitte prüfe Original- und Archivlink gemäß Anleitung und entferne dann diesen Hinweis. vosges-archives.com (französisch)
2. ↑  Rugney auf cassini.ehess.fr
3. ↑  Rugney auf insee.fr
4. ↑  Commanderie du Temple de Xugney (ancienne) in der Base Mérimée des französischen Kulturministeriums (französisch)